# Antonio Maria Bonito
Antonio Maria Bonito (Napoli, 11 novembre 1852 – 14 settembre 1916) è stato un arcivescovo cattolico italiano.

## Biografia
Nato a Napoli l'11 novembre 1852, fu ordinato sacerdote il 22 maggio 1875. Il 15 giugno 1899 fu nominato vescovo di Cassano all'Jonio da papa Leone XIII. Ricevette la consacrazione episcopale il 25 giugno dello stesso anno dal cardinale Lucido Maria Parocchi a Roma. L'11 dicembre 1905 papa Pio X lo nominò arcivescovo coadiutore di Amalfi, assegnandogli la sede titolare di Scitopoli. Alla morte dell'arcivescovo Enrico de Dominicis, sopraggiunta il 17 giugno 1908, divenne arcivescovo di Amalfi. Resse l'arcidiocesi fino al 1910, quando manifestò la volontà di dimettersi. Il 5 agosto dello stesso anno papa Pio X accettò le sue dimissioni assegnandogli parimenti la sede titolare di Assume. Morì il 14 settembre 1916.

## Genealogia episcopale
La genealogia episcopale è:
- Cardinale Scipione Rebiba
- Cardinale Giulio Antonio Santori
- Cardinale Girolamo Bernerio, O.P.
- Arcivescovo Galeazzo Sanvitale
- Cardinale Ludovico Ludovisi
- Cardinale Luigi Caetani
- Cardinale Ulderico Carpegna
- Cardinale Paluzzo Paluzzi Altieri degli Albertoni
- Papa Benedetto XIII
- Papa Benedetto XIV
- Papa Clemente XIII
- Cardinale Marcantonio Colonna
- Cardinale Giacinto Sigismondo Gerdil, B.
- Cardinale Giulio Maria della Somaglia
- Cardinale Carlo Odescalchi, S.I.
- Cardinale Costantino Patrizi Naro
- Cardinale Lucido Maria Parocchi
- Arcivescovo Antonio Maria Bonito